# Mount Skittle
Mount Skittle är en bergstopp i Sydgeorgien och Sydsandwichöarna (Storbritannien). Den ligger i den nordvästra delen av Sydgeorgien och Sydsandwichöarna. Toppen på Mount Skittle är 1 578 meter över havet, eller 1 311 meter över den omgivande terrängen. Bredden vid basen är 0,75 km.
Terrängen runt Mount Skittle är kuperad. Havet är nära Mount Skittle åt nordost.  Det finns inga samhällen i närheten. 